# Synagogue de la Ghriba (Le Kef)
La synagogue de la Ghriba du Kef, aussi appelée Ghribet el Kef (arabe : كنيس غريبة الكاف) ou Ghribet el Yahûd (كنيس غريبة اليهود) est une ancienne synagogue tunisienne de la ville du Kef. Rattachée au rite séfarade, elle est située dans le quartier juif de la Hara.
Avec le déclin de la communauté juive de la ville en 1984, la synagogue est abandonnée et tombe dans un état de dégradation avancé, jusqu'à ce qu'elle soit restaurée dix ans plus tard par les autorités et rouverte au public le 13 avril 1994. De nouveaux travaux de restauration commencent fin mars 2017.
Cet édifice a été pendant longtemps le centre de ralliement des Juifs, venant de l'intérieur du pays — Béja, Testour, Aïn Draham et Téboursouk — et même d'Algérie, qui s'y rendaient en pèlerinage chaque année dans la semaine marquée par la fête de Souccot.
Elle fait partie des six autres ghribas dispersées à travers le Maghreb, la plus importante étant celle de Djerba.